# MM 80 Reefer Mark II
MM 80 Reefer Mark II ist ein vom Schiffsarchitekturbüro Multi Maritime in Førde entworfener Kühl- und Containerschiffstyp. Von dem Schiffstyp, dessen Entwurf auf dem Typ „MM 80 Reefer“ basiert, wurden vier Einheiten gebaut.

## Geschichte
Die Schiffe wurden auf der zu Kleven Maritime gehörenden Myklebust Verft in Gursken für die isländische Reederei Eimskip gebaut. Die Rümpfe wurde von Kherson Shipyard in der Ukraine zugeliefert.
Der Bauvertrag für zwei Schiffe der Serie mit Option auf zwei weitere Einheiten wurde im Juni 2005 geschlossen, die Option für zwei weitere Schiff im Mai 2006 erklärt. Die Baukosten für die ersten beiden Schiffe belief sich auf rund 255 Mio. NOK.
Die beiden zuerst gebauten Schiffe wurden 2009 an die Reederei Silver Sea verkauft. Sie fahren in Charter für NorLines.

## Beschreibung
Der Antrieb der Schiffe erfolgt durch einen Caterpillar-Dieselmotor mit 3000 kW Leistung. Bei den ersten beiden Einheiten des Typs wurde ein Motor des Typs MaK 6M32C, bei den folgenden zwei ein Motor des Typs MaK 9M25 verbaut. Die Motoren wirken über ein Untersetzungsgetriebe auf einen Verstellpropeller. Die Schiffe sind mit jeweils einer elektrisch angetriebenen Querstrahlsteueranlage im Bugbereich mit 500 kW Leistung und im Heckbereich mit 350 kW Leistung ausgestattet.
Für die Stromerzeugung stehen ein von der Hauptmaschine angetriebener Stamford-Generator mit 1200 kVA Scheinleistung sowie zwei Generatorsätze mit jeweils 738 kVA Scheinleistung, die von je einem Caterpillar-Dieselmotor des Typs 3412 TA angetrieben werden, zur Verfügung.
Die Schiffe sind mit fünf Laderäumen auf drei Decks ausgestattet. In den Laderäumen kann temperaturgeführte Ladung befördert werden. Die Temperatur kann in jedem Laderaum individuell eingestellt werden. Das Laderaumvolumen beträgt 5568 m³ auf 2180 m² Grundfläche. An Deck stehen weitere 680 m² zur Verfügung.
Die Laderäume sind über eine nach oben aufklappbare Seitenpforte etwa mittschiffs auf der Backbordseite der Schiffe zu erreichen. Hier sind zwei Hebeplattformen, die jeweils 3,05 × 1,40 m groß sind und 4,1 t heben können, installiert. Hinter dem Deckshaus befindet sich ein durchgehendes Ladungsdeck, auf dem Container oder andere Ladungen befördert werden können. Die Schiffe wurden, anders als die beiden Einheiten des Typs „MM 80 Reefer“, ohne Deckskran gebaut. Zwei der Schiffe wurden 2015 mit einem Deckskran für den Ladungsumschlag nachgerüstet. Der Kran kann 50 t heben.
Die Decksaufbauten befinden sich im vorderen Bereich der Schiffe. Im Deckshaus befinden sich zehn Kabinen für die Schiffsbesatzung, neun Einzel- und eine Doppelkabine. Die geschlossene Brücke geht über die gesamte Schiffsbreite. Die beiden Nocken sind in die Brücke integriert und reichen zur besseren Übersicht etwas über die Rumpfbreite hinaus.
Die Rümpfe der Schiffe sind eisverstärkt (Eisklasse 1A).

## Schiffe
| MM 80 Reefer Mark II | MM 80 Reefer Mark II | MM 80 Reefer Mark II | MM 80 Reefer Mark II                                | MM 80 Reefer Mark II                    |
| Bauname | Bau- nummer          | IMO- Nummer          | Kiellegung Stapellauf Fertigstellung                | Umbenennungen und Verbleib              |
| --- | -------------------- | -------------------- | --------------------------------------------------- | --------------------------------------- |
| Dalfoss | 43                   | 9359648              | 28. April 2006 15. Dezember 2006 18. Mai 2007       | 2009: Silver Lake, 2021: Folla          |
| Langfoss | 44                   | 9359650              | 29. September 2006 30. März 2007 25. September 2007 | 2009: Silver River, 2018: With Frohavet |
| Holmfoss | 50                   | 9359662              | 10. Januar 2007 7. Juli 2007 11. Dezember 2007      |                                         |
| Polfoss | 51                   | 9393917              | 2. April 2006 17. November 2007 30. April 2008      |                                         |
| Anmerkung: Die Daten zu Kiellegung, Stapellauf und Fertigstellung sind dem Eintrag der Schiffe im Register der Klassifikationsgesellschaft entnommen; sie sind nicht bei allen Einheiten identisch mit dem Datum der Ablieferung gem. Website zum Projekt „MM 80 Reefer MK II“ von Smart Maritime Group. |                      |                      |                                                     |                                         |

Die Schiffe kamen unter der Flagge von Antigua und Barbuda in Fahrt. Dalfoss und Langfoss wurden nach dem Verkauf 2009 umbenannt und unter die Flagge der Färöer gebracht. Alle Schiffe wurden zwischen 2017 und 2021 unter die norwegische Flagge gebracht.